# ایولین بویل
ایولین بویل (فرانسوی: Évelyne Buyle‎؛ زادهٔ ۳ ژوئن ۱۹۴۸) بازیگر اهل فرانسه است. از فیلم‌هایی که او در آنها حضور داشته می‌توان به پیگمالیون، ترز راکن، تارتوف، زنان دانشمند و بازگشت قهرمان اشاره کرد.